# Parafia Matki Bożej Anielskiej w Tolkmicku

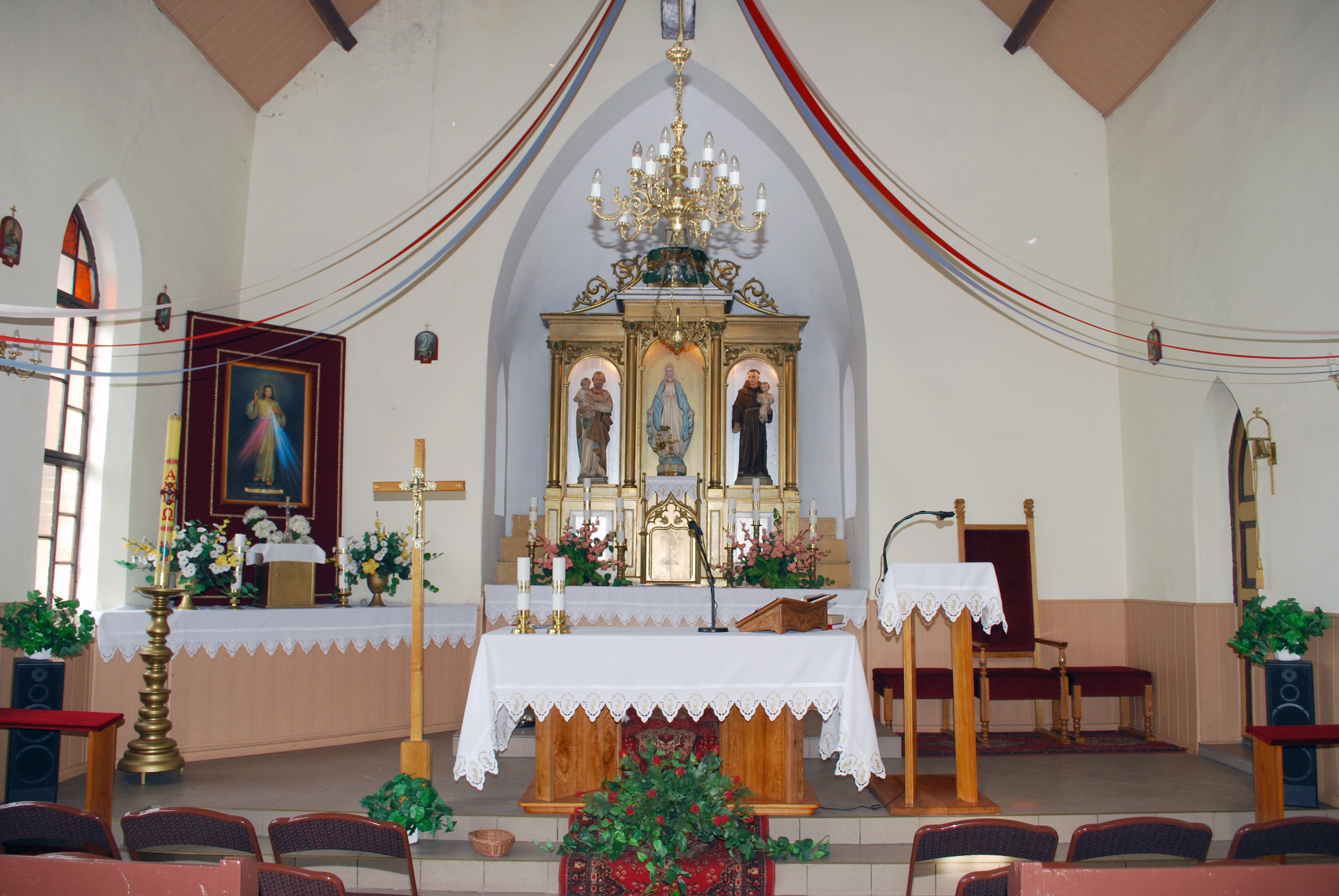
Wnętrze kościoła

Parafia Matki Bożej Anielskiej w Tolkmicku – parafia Kościoła Polskokatolickiego w RP, położona w dekanacie pomorsko-warmińskim diecezji warszawskiej.
Msze św. sprawowane są w sobotę o godz. 17:00.

## Historia parafii
Parafia polskokatolicka (ówcześnie kościół ten nazywał się Polskim Narodowym Kościołem Katolickim) w Tolkmicku powstała w kwietniu 1946. Pierwotnie stanowiły ją głównie osoby przesiedlone z Opolszczyzny. Zainteresowanie kościołem narodowym wśród mieszkańców Tolkmicka i okolicznych miejscowości szybko rosło, toteż w niedługim czasie liczba wiernych znacząco się powiększyła, a do parafii przyłączały się całe rodziny. Pierwszym proboszczem parafii był przybyły z Opolszczyzny ks. Stanisław Obara. W późniejszych latach parafia przechodziła różne koleje losu.
W 1999 do parafii przybył diakon Kazimierz Klaban. Dokonał kapitalnego remontu wnętrza świątyni, plebanii i całej posesji z własnych funduszy.
W dniu 1 stycznia 2006 diakon Kazimierz Klaban przyjął w Tolkmicku święcenia kapłańskie z rąk biskupa Jerzego Szotmillera. W lipcu 2006 został mianowany administratorem parafii, a w 2009 proboszczem i pracuje tam do dziś.
W dniu 15 lipca 2006 w parafii obchodzono 60-lecie jej powstania. Gościem honorowym uroczystości był Zwierzchnik Kościoła bp prof. dr hab. Wiktor Wysoczański, który do parafii przybył wraz z Kanclerzem Kurii ks. inf. Ryszardem Dąbrowskim oraz z wieloma innymi duchownymi. Zwierzchnik Kościoła przewodniczył uroczystościom parafialnym i udzielił sakramentu bierzmowania grupie młodych ludzi.

## Proboszczowie parafii
- ks. Stanisław Obara (1946–1963);
- ks. Jan Maria Zieliński (VIII/1963 -X/1965);
- ks. Marian Bugajski (1965–1978);
- ks. Zdzisław Niezgoda (1979-1982);
- ks. Ryszard Roman Staniszewski (1982–1984);
- ks. Kazimierz Motyka (1984–1989);
- ks. Jerzy Rybka  (1991-1995);
- ks. Rafał Michalak (1995 - ?);
- ks. mgr Kazimierz Klaban (od 2006)